# 차수연
차수연(1981년 8월 15일 ~ )은 대한민국의 배우이다. 2004년 청춘드라마 《알게될거야》로 데뷔하였다.

## 출연 및 활동

### 드라마
- 2024년 KBS2 수목드라마 《페이스 미》 - 서윤하 역
- 2024년 MBC 금토드라마 《원더풀 월드》 - 윤혜금 역
- 2020년 JTBC 수목드라마 《사생활》 - 오현경 역
- 2020년 MBC every1 드라마 《연애는 귀찮지만 외로운 건 싫어!》 - 조지아 역
- 2020년 SBS 월화드라마 《굿캐스팅》 - 심화란 역
- 2018년 SBS 주말특별기획 《운명과 분노》 - 구현주 역
- 2018년 채널A 금요드라마 《열두밤》 - 윤홍주 역
- 2018년 JTBC 월화드라마 《미스 함무라비》 - 홍은지 판사 역
- 2016년 KBS2 단막극 《드라마 스페셜 - 아득히 먼 춤》 - 최현 역
- 2015년 SBS 주말 특별기획 드라마 《내 마음 반짝반짝》 - 차예린 역
- 2014년 tvN 월화드라마 《라이어 게임》 - 이윤주 역
- 2012년 SBS 주말극장 《내 사랑 나비부인》 - 목수정 역
- 2012년 KBS2 단막극 《드라마 스페셜 - 리메모리》 - 이영인 역
- 2011년 MBC 주말 연속극 《천 번의 입맞춤》 - 한유경 역
- 2011년 KBS 단막극 《드라마 스페셜 - 헤어쇼》 - 김민희 역
- 2010년 MBC 일일 연속극 《폭풍의 연인》 - 이태희 역
- 2009년 KBS 주말 특별기획 드라마 《열혈 장사꾼》 - 세연 역
- 2008년 KBS 월화드라마 《그들이 사는 세상》 - 이연희 역
- 2007년 MBC 수목드라마 《개와 늑대의 시간》 - 샤오밍 역
- 2004년 KBS 청춘드라마 《알게 될거야》 - 지온 역

### 영화
- 2020년 《사라진 시간》 - 윤이영 역
- 2012년 《간기남》 - 혜영 역
- 2012년 《화차》 - 강선영 역
- 2012년 《러브콜》 - 한나 역
- 2010년 《카페 느와르》 - 지하철 소녀 역
- 2009년 《결혼식 후에》 - 김정희 역
- 2009년 《집행자》 - 재경의 여자친구 은주 역
- 2009년 《요가학원》 - 나니 역
- 2009년 《오감도》 - 안혜림 / 음악감독 역
- 2008년 《보트》 - 지수 역
- 2008년 《여기보다 어딘가에》 - 차수연 역
- 2008년 《아름답다》 - 은영 역
- 2007년 《훔쳐보기》 - TV속 여자 역
- 2007년 《별빛 속으로》 - 수지 역
- 2005년 《코마》 - 소희 역

### 연예/오락
- 2009년 올리브 TV 리빙뷰티 《유진의 메이크업 다이어리 2》

### M/V
- 2012년: 손승연 - 가슴아 가슴아
- 2007년: 빅뱅 - 거짓말
- 2006년: 김태우 - 하고 싶은 말
- 2005년: 박효신 - 흩어진 나날들
- 2004년: 하림 - 여기보다 어딘가에
- 2003년: 조규찬 - 마지막 돈키호테

### CF/ 광고
- 미샤 요구르트팩
- SK텔레콤
- 광동제약 비타500
- 유한킴벌리 크리넥스
- 롯데칠성음료 실론티
- 크라운베이커리